# Stelis cycloglossa
Stelis cycloglossa är en orkidéart som beskrevs av Rudolf Schlechter. Stelis cycloglossa ingår i släktet Stelis och familjen orkidéer. Inga underarter finns listade i Catalogue of Life.